# Warder Clyde Allee
Warder Clyde Allee (5 juin 1885 – 18 mars 1955) est un zoologiste et écologue américain qui enseigna l’écologie animale à l’Université de Chicago. Il est surtout connu pour sa recherche sur le comportement animal, la « protocoopération », et pour avoir identifié ce qui a ensuite été appelé l’effet Allee.

## Carrière
De lointaine ascendance huguenote (d'Ailly),  Allee a été licencié ès sciences d'Earlham College en 1908, et a soutenu sa thèse avec félicitations du jury à l'Université de Chicago en 1912. Étudiant de Victor Ernest Shelford, il était imprégné du concept de succession écologique. Allee fut maître-assistant de Zoologie de 1910 à 1912. Il enseigna ensuite jusqu'en 1921 à l'université de l'Illinois, Williams College, l'université de l'Oklahoma, Lake Forest College, et au laboratoire océanographique de Woods Hole, sur la côte du Massachusetts. De retour à l'université de Chicago en 1921, il obtint la chaire de zoologie en 1928,. Il était en outre doyen du College of Arts, Literature, and Science (1924–1926) et secrétaire du Département de Zoologie (1927–1934). À sa retraite en 1950, il exerça comme professeur à l'Université de Floride, jusqu'à sa mort survenue en mars 1955.

## Recherches
Allee a été largement inspiré par les travaux de Frank R. Lillie, directeur du Departement de Zoologie de l'Université de Chicago et fondateur de l'Institut océanographique de Woods Hole,. Durant le temps qu'il était enseignant dans ce laboratoire (de 1914 à 1921), Allee s’intéressa aux interactions biologiques et à la formation des troupeaux de mammifères marins, ainsi qu'à la théorie évolutive de l'entraide chez Pierre Kropotkine.
En 1923, Allee rédigea plusieurs articles sur les hordes d'animaux. Huit ans plus tard, il publia l'ensemble de ses découvertes dans un ouvrage intitulé Animal aggregations : l'existence d'un lien collectif, inconscient, entre les individus d'une même espèce. Il démontrait que la sous-population était préjudiciable aux individus les plus faibles d'une espèce et avança des arguments en faveur du concept de « protocoopération », c'est-à-dire l'interaction productive, quoique non essentielle, entre deux espèces. Il faut remarquer que ces idées sont contemporaines de la montée des fascismes dans le monde, et d'une remise en question des démocraties en tant que puissances pérennes. En tant que Quaker, Allee était fondamentalement pacifiste, et ses convictions sur ce point sont antérieures à son activité de chercheur .

### L’effet Allee
Allee a consacré sa vie à l'origine et aux aspects des comportements coopératifs dans le monde animal. En observant des groupes d'organismes, Allee découvrit que la coopération est à la fois profitable et essentielle dans la nature. L'effet Allee rend compte de la corrélation positive entre la densité de population et la forme physique des individus dans une population ou au sein d'une espèce.

### Conséquences politiques
Les travaux d'Allee sur la sociabilité animale et l'évolution des comportements coopératifs étaient en harmonie avec son militantisme social, ses croyances religieuses et son opposition à la guerre. Élevé dans la foi quaker, Allee dénonçait publiquement le militarisme, ce qui, à la fin de la Grande Guerre, l'exposait aux critiques et moqueries. Dans les années 1940, Allee proclama que ses recherches sur le comportement social des animaux prouvaient clairement que la guerre et les conflits n'ont pas de justification biologique. Plus précisément, il estimait que sa théorie selon laquelle les sociétés animales reposent sur l'entraide entre individus, prouve que le conflit n'est pas un ressort naturel de la vie. Selon Gregg Mitman, Allee considérait les écologistes comme des « médecins de la société » capables de fonder la morale sur des bases naturalistes.